# Karl Georg Pfleiderer
Karl Georg Pfleiderer (né le 10 mai 1899 à Stuttgart, mort le 8 octobre 1957 à Bonn) est un homme politique et diplomate allemand.

## Biographie
Après l'abitur au Eberhard-Ludwigs-Gymnasium Stuttgart, Pfleiderer étudie le droit à Tübingen. Partisan du libéralisme, il adhère à une association étudiante où rencontre Eberhard Wildermuth, Reinhold Maier, Konrad Wittwer ou Wolfgang Haussmann. Après ses études, il rejoint l'office des Affaires étrangères. En octobre 1935, pour ne pas subir de répression, il adhère au NSDAP. Il fait partie de la Wehrmacht en 1941 et 1942 et prend part au front oriental. Mais il revient aux Affaires étrangères et devient envoyé en 1943 et consul général en 1945. Il va jusqu'en 1945 à Pékin, Moscou, Leningrad, Katowice puis Stockholm. À l'office, il fait la connaissance d'Adam von Trott zu Solz et est ainsi proche du complot du 20 juillet 1944, sans qu'on sache exactement son implication.
De 1948 à 1950, Karl Georg Pfleiderer est Landrat de l'arrondissement de Waiblingen. Aux élections fédérales allemandes de 1949, il se présente dans la circonscription de Waiblingen pour le DVP alors qu'il n'en est pas membre, obtient 40,3% des voix et accède à la première législature du Bundestag. Aux élections fédérales allemandes de 1953, il est réélu avec 32,9%, notamment face à Gottlob Kamm pour le SPD.
En avril 1951, Karl Georg Pfleiderer, Gerhard Lütkens (SPD) et Paul Bausch (CDU) et Joseph-Ernst Fugger von Glött (CSU) fondent l'Association parlementaire allemande ; Pfleiderer en est le premier président de 1951 à 1954.
Le 2 septembre 1952, Pfleiderer exige dans un mémorandum un système de sécurité paneuropéen qui tient compte des intérêts de l'Union soviétique et d'une Allemagne unie en s'arrêtant à la ligne Oder-Neiße. Le 8 avril 1954 (un an après la mort de Staline), il appelle à l'établissement de relations diplomatiques avec l'Union soviétique ; il provoque la rupture de la coalition avec la CDU. Ses pensées prendront sens avec l'Ostpolitik.
Il démissionne le 20 septembre 1955 pour revenir à la diplomatie et devient ambassadeur en Yougoslavie.
Dix jours après la mort de Pfleiderer, l'Allemagne rompt ses relations avec la Yougoslavie, après qu'elle a reconnu la RDA. Elle applique la doctrine Hallstein à laquelle était opposé Karl Georg Pfleiderer.